# No Gods No Masters
Albums de Garbage
Strange Little Birds
(2016)
Singles
1. The Men Who Rule the World
Sortie : 30 mars 2021
2. No Gods No Masters
Sortie : 28 avril 2021
3. Wolves
Sortie : 19 mai 2021

No Gods No Masters est le septième album du groupe Garbage sorti le 11 juin 2021.
Le groupe déclare à son sujet :

« C'est notre septième disque, et la numérologie affecte l'ADN de son contenu : les sept vertus, les sept plaies et les sept pêchés capitaux. C'est notre façon d'essayer de donner un sens à la folie de ce monde et l'incroyable chaos dans lequel nous nous trouvons. C'est le disque qu'il fallait que nous fassions à cette époque. »

Les textes des chansons sont engagés et particulièrement incisifs, portant sur des sujets tels que le sexisme, la misogynie, le racisme et notamment le mouvement Black Lives Matter, le réchauffement climatique,.
L'album est également sorti en version Deluxe Double CD, avec un disque bonus de 8 titres comprenant des raretés et des reprises publiées dans le cadre du Record Store Day.

## Singles
Trois singles extraits de l'album ont précédé sa sortie : The Men Who Rule The World, publié le 30 mars 2021 et illustré par un clip vidéo réalisé par l'artiste chilien Javi MiAmor.
La chanson titre No God No Masters est sortie le 28 avril, accompagnée par un clip réalisé par Scott Stuckey,, suivie par Wolves, le 19 mai, avec un nouveau clip de Javi MiAmor.

## Enregistrement
Les démos de l'album ont été enregistrées durant l’été 2018 à Palm Springs. Le groupe a réalisé le résultat final dans le studio Red Razor Sounds situé à Atwater Village, un quartier de Los Angeles.

## Liste des pistes
Toutes les chansons sont écrites et composées par Garbage.
| 1.  | The Men Who Rule the World | 4:27 |
| 2.  | The Creeps                 | 3:33 |
| 3.  | Uncomfortably Me           | 3:16 |
| 4.  | Wolves                     | 4:16 |
| 5.  | Waiting for God            | 4:04 |
| 6.  | Godhead                    | 4:08 |
| 7.  | Anonymous XXX              | 4:07 |
| 8.  | A Woman Destroyed          | 5:32 |
| 9.  | Flipping the Bird          | 3:37 |
| 10. | No Gods No Masters         | 4:31 |
| 11. | This City Will Kill You    | 4:36 |

| 1. | No Horses                                           | Garbage                               | 5:23 |
| 2. | Starman                                             | David Bowie                           | 4:08 |
| 3. | Girls Talk (avec Brody Dalle)                       | Garbage                               | 3;34 |
| 4. | Because the Night (avec Screaming Females (en))     | - Patti Smith - Bruce Springsteen     | 4:55 |
| 5. | On Fire                                             | Garbage                               | 5:07 |
| 6. | The Chemicals (avec Brian Aubert)                   | Garbage                               | 4:20 |
| 7. | Destroying Angels (avec John Doe et Exene Cervenka) | - Garbage - John Doe - Exene Cervenka | 5:01 |
| 8. | Time Will Destroy Everything                        | Garbage                               | 4:44 |

- Notes au sujet des titres du CD bonus:

No Horses est une chanson sortie en single numérique en juillet 2017 dont tous les revenus issus des ventes et des écoutes en streaming ont été reversés au Comité international de la Croix-Rouge jusqu'à la fin de l'année 2018,.
Les autres titres sont sortis en édition limitée sur support vinyle dans le cadre du Record Store Day entre 2013 et 2018: Because the Night, une reprise de Patti Smith, en 2013, Girls Talk et Time Will Destroy Everything en 2014, The Chemicals et On Fire en 2015, Destroying Angels et Starman (reprise de David Bowie enregistrée à l'origine pour un hommage au chanteur disparu initié par l'animateur de radio américain Howard Stern) en 2018,,,.

## Musiciens
D'après le livret de l'édition Deluxe:
Garbage
- Shirley Manson : chant, claviers
- Duke Erikson : claviers, guitare, chœurs, percussions
- Steve Marker : guitares, chœurs, claviers, batterie, basse, programmations
- Butch Vig : claviers, guitares, batterie, chœurs

musiciens additionnels
- Justin Meldal-Johnsen : basse (titres 1 et 5)
- Eric Avery : basse (titres 4,9 et 10) (titre 6 du CD bonus)
- Daniel Shulman : basse (titre 11)

musiciens additionnels sur le CD bonus uniquement
- Brian Aubert : chant (titre 6)
- Brody Dalle : chant (titre 3)
- Marissa Paternoster : chant, guitare (titre 4)
- Jarrett Dougherty : batterie (titre 4)
- Mike "King Mike" Abbate : basse (titre 4)
- John Doe : chant, guitare (titre 7)
- Exene Cervenka : chant (titre 7)

## Classements hebdomadaires
| Classement (2021)             | Meilleure place |
| ----------------------------- | --------------- |
| Allemagne (Media Control AG)  | 6               |
| Australie (ARIA)              | 5               |
| Autriche (Ö3 Austria Top 40)  | 13              |
| Belgique (Flandre Ultratop)   | 134             |
| Belgique (Wallonie Ultratop)  | 10              |
| Écosse (OCC)                  | 2               |
| Espagne (Promusicae)          | 35              |
| États-Unis (Billboard 200)    | 33              |
| France (SNEP)                 | 40              |
| Irlande (Irish Albums Chart)  | 42              |
| Italie (FIMI)                 | 63              |
| Nouvelle-Zélande (RIANZ)      | 34              |
| Pays-Bas (Mega Album Top 100) | 79              |
| Portugal (AFP)                | 48              |
| Royaume-Uni (UK Albums Chart) | 5               |
| Suisse (Schweizer Hitparade)  | 13              |